# Cipining
Cipining is een bestuurslaag in het regentschap Lebak van de provincie Banten, Indonesië. Cipining telt 2967 inwoners (volkstelling 2010).